# Strečno
Strečno (węg. Sztrecsény, do 1899 Sztrecsnó) – wieś (obec) w powiecie żylińskim, w kraju żylińskim na Słowacji. Leży na skraju Kotliny Żylińskiej na lewym brzegu Wagu, u północnych podnóży Małej Fatry Luczańskiej. W obrębie miejscowości znajduje się przełom Wagu zwany Streczniańskim Przesmykiem.

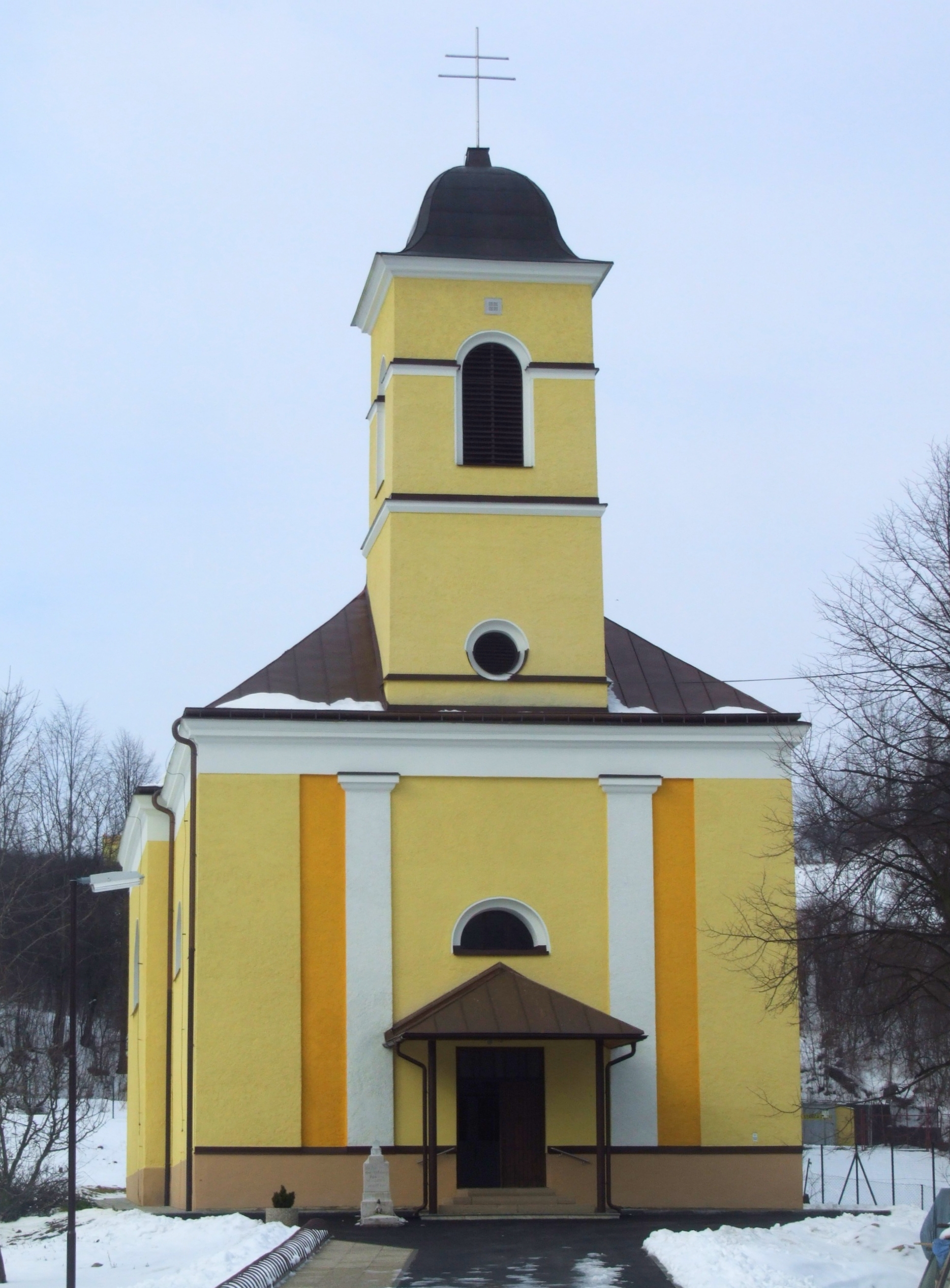
Kościół

Na przełomie XIII i XIV wieku Mateusz Czak (słow. Matúš Čák) wzniósł na wysokiej skale nad brzegiem Wagu zamek, który uważany był za najbezpieczniejszą twierdzę w górnej części doliny Wagu. Wieś wzmiankowana była po raz pierwszy około roku 1300 (jako Strechun) oraz w roku 1321 (Strechen), kiedy należała do „państwa” feudalnego z siedzibą na wspomnianym zamku. Po zburzonym w 1698 r. gotyckim zamku pozostały ruiny, jednak znaczna część zamku została zrekonstruowana i jest obecnie udostępniona do zwiedzania.
Inną charakterystycznym obiektem w miejscowości jest pomnik poświęcony francuskim partyzantom, walczącym w tej okolicy podczas słowackiego powstania narodowego. Wzniesiono go według projektu L. Snopka i L. Beisetzera w 1956 r. na pobliskim wzgórzu Zvonica.
Z położoną na przeciwnym brzegu Wagu wioską Nezbudská Lúčka Strečno połączone jest przeprawą promową. Niewielki prom (jeden z ostatnich na terenie Słowacji) zabiera do 6 samochodów osobowych. Skraca on drogę ze Strečna do Terchowej u wylotu Doliny Wratnej o ok. 25 km.
Obecnie rejon przystani promowej w Strečnie jest również miejscem, w którym kończy się spływ tratwami przełomem Wagu.

## Przypisy

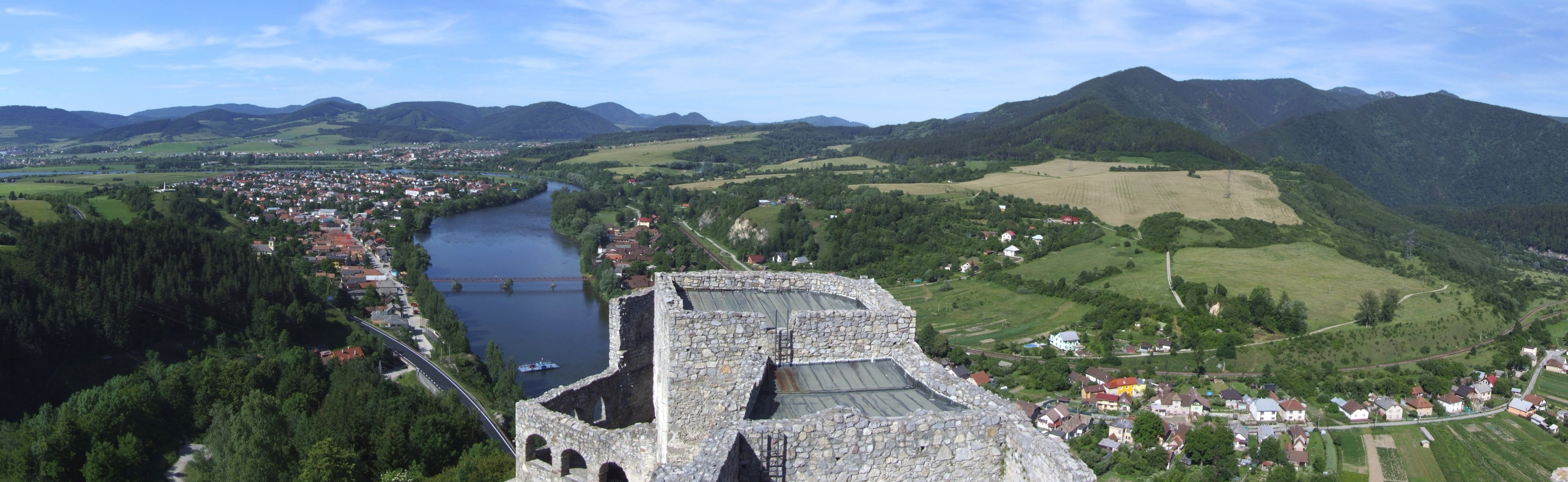
Panorama Strečna (po lewej stronie rzeki) i wsi Nezbudská Lúčka z wieży zamkowej